# Список прем'єр-міністрів Зімбабве
У статті подано список прем'єр-міністрів Зімбабве від здобуття незалежності 1980 до 2013 року, коли посаду було ліквідовано.

## Список
|                                                           | Порядок | Ім'я             | Фото | Роки життя                      | Період президентства             |
| --------------------------------------------------------- | ------- | ---------------- | ---- | ------------------------------- | -------------------------------- |
|                                                           | 1       | Роберт Мугабе    |      | 21 лютого 1924 - 6 вересня 2019 | 18 квітня 1980 — 31 грудня 1987  |
| Від 31 грудня 1987 до 11 лютого 2009 року пост не існував |         |                  |      |                                 |                                  |
|                                                           | 2       | Морган Цвангіраї |      | нар. 10 березня 1952 - 2018     | 11 лютого 2009 — 11 вересня 2013 |
| Від 11 вересня 2013 року пост не існує                    |         |                  |      |                                 |                                  |